# Bilacunaria
- Commons
- Wikispecies

Bilacunaria é um género botânico pertencente à família Apiaceae.